# Editio Musica Budapest
Editio Musica Budapest est un éditeur de musique, une filiale hongroise de la casa Ricordi (groupe Bertelsmann), fondée par décret comme The Hungarian State Music Publisher, le 1er juillet 1950, il y a 55 ans, comme une entreprise nationale à Budapest.